# Саку Саволайнен
Саку Саволайнен (фін. Saku Savolainen, нар. 13 серпня 1996, Ійсалмі) — фінський футболіст, правий захисник клубу КуПС.

## Клубна кар'єра
Народився 13 серпня 1996 року в місті Ійсалмі. Вихованець юнацьких команд футбольних клубів ПК-37 та «КуПС».
У дорослому футболі дебютував 2013 року виступами за команду «КуПС». В новій команді не був основним гравцем, тому 2014 року був відданий в оренду в нижчоліговий «КуФу-98». Після повернення з оренди став основним гравцем команди і допоміг команді 2019 року виграти чемпіонат Фінляндії, а 2021 року і національний кубок.

## Виступи за збірні
2014 року дебютував у складі юнацької збірної Фінляндії (U-19), загалом на юнацькому рівні взяв участь у 3 іграх, відзначившись одним забитим голом.
Протягом 2017—2018 років залучався до складу молодіжної збірної Фінляндії. На молодіжному рівні зіграв у 4 офіційних матчах.

## Титули і досягнення
- Чемпіон Фінляндії (2):

«КуПС»: 2019, 2024
- Володар Кубка Фінляндії (3):

«КуПС»: 2021, 2022, 2024